# Alejandro Morera Soto
Alejandro Morera Soto (n. 14 iulie 1909 - d. 26 martie 1995) a fost un fotbalist din Costa Rica care a jucat pe post de atacant. Printre altele a jucat pentru echipa FC Barcelona și la echipa națională de fotbal a Costa Ricăi, pe care apoi a și antrenat-o. Este considerat unul dintre cei mai buni și mai talentați jucători din toate timpurile din Costa Rica.
"Fenomenul Costa Rican", așa cum a fost numit de presă în Catalonia, Spania, unde a făcut parte din FC Barcelona. Cu toate acestea, el a fost cunoscut cel mai mult ca "Vrăjitorul de mingi"   el a fost de statură mică, dar un atacant puternic.

## Carieră
În 1925, la vârsta de 16 ani, a debutat cu Alajuelense în prima ligă a Costa Rica într-un meci împotriva Sociedad Gimnástica Española. În scurt timp a devenit jucătorul de stele și căpitanul echipei, prezentând un joc de calitate și marcând multe goluri. Aceste reușite au deschis ușile dincolo de țară, inițial, în Cuba la Centro Gallego în 1927. El a revenit apoi la Alajuelense și în 1928 a ajutat echipa să câștige primul său campionat național. Morera a înscris patru goluri în ultimul meci împotriva Herediano și devenind golgheterul cu 26 de goluri. Alejandro Morera Soto a devenit figură celebră și remarcabilă în timpul turneelor cu echipa Alajuelense din Mexic (1931) și Peru (1932), unde a primit distincții pentru capacitatea sa de a juca și performanțe obținute.

### Spania
În februarie 1933 a fost invitat în Spania, pentru un examen, de fostul jucător al clubului Real Club Deportivo Español, Ricardo Saprissa. Ziarul Barcelona Mundo Deportivo (28.02.1968 pagina 8) a raportat că Morera dorea să joace pentru FC Barcelona mai degrabă decât Espanyol și a reușit cu ajutorul lui Esteban Sala, director de club și Gispert, cu care s-a împrietenit în timpul trecerii oceanului, pentru a negocia personal, după o încercare reușită cu antrenorul clubului, un contract de trei ani direct cu președintele FC Barcelona, Joan Coma Segarrols.
Astfel, Morera și-a făcut debutul cu cel mai important club din Catalonia pe 18 mai 1933, într-un meci împotriva Tenerifei și a marcat 2 goluri într-o victorie de 3-1. Una dintre cele mai bune reușite amintite a fost marcarea singurului gol pentru echipa sa, în luna septembrie a aceluiași an, față de Real Madrid, învingând portarul spaniol - cel mai bun portar al Europei - Ricardo Zamor. Sezonul 1933-1934 a fost cel mai de succes, marcând 41 goluri devenind cel mai bun marcator al echipei. FC Barcelona a câștigat campionatul de la Catalonia din 1934, însă s-a plasat pe locul 9 în ligă. Sezonul 1934-1935 a fost de asemenea de succes, jucând 24 de jocuri și înscriind 12 goluri, iar FC Barcelona sa clasat pe locul 6 în campionatul Ligei Spaniei. În total, Alejandro Morera Soto a jucat 76 de jocuri, a înscris 68 de goluri pentru FC Barcelona.  Recordul său de scor: 39 de goluri în amicale; 13 goluri în Liga Spaniei; 11 goluri în campionatul Catalan și 5 goluri în Cupa Spaniei.
Împotriva dorinței fanilor, a fost vândut pentru o sumă de 10.000 pesetas clubului Hércules Alicante, club recent promovat în Alicante. În primul său an, el a ajutat echipa să obțină al șaselea loc al Ligii înaintea altor șase echipe cu același număr de puncte ca și FC Barcelona, care a terminat pe locul cinci datorită unei medii mai bune a golului. În timp ce juca pentru FC Barcelona, el s-a identificat pe deplin cu Catalonia, a jucat în echipa regională catalană două meciuri împotriva Braziliei, marcând în poarta adversă în ambele meciuri.
Odată cu izbucnirea războiului civil din Spania, a fost forțat să se întoarcă în patrie. El nu a reușit să-și retragă banii din bancă, trebuia urgent să se întoarcă în Costa Rica, fiind cu buzunare goale, a oferit pe scurt serviciile sale echipei franceze Le Havre, a jucat două jocuri și, în mod obișnuit, a marcat două goluri pentru ei.

### Revenire în Ligă
În noiembrie 1936 revine în Costa Rica , unde urma să-și continue cariera remarcabilă. S-a alăturat echipei Alajuelense, împreună cu care obține un campionat în 1939, învingând în  final echipa Herediano. A devenit, de asemenea, liderul de top al Ligii. A urmat încă un campionat de glorie în 1941. Ultimul titlu a venit în 1945, unde a jucat într-un rol dublu, fiind și antrenor. A jucat ultimul meci la 6 aprilie 1947, împotriva Municipalității Lima.

## Pensionare
Morera a continuat în calitate de antrenor până în martie 1949. A condus și echipa națională.
După ce s-a retras din sport, a fost ales ca membru al legislaturii țării pentru provincia sa natală Alajuela (1958-1962), iar ulterior a fost ales Primar, apoi Guvernator.

## Viață personală, deces și moștenire
Morera Soto a fost fiul lui Juan Morera Miranda și Eufemia Soto Soto și a avut 4 surori și un frate. S-a căsătorit cu Julia Pacheco Pérez în 1937 și a avut o fiică și 5 nepoți.
A murit 26 martie 1995, la vârsta de 85 de ani. Este recunoscut  ca un om care și-a iubit echipa care a dat multe victorii și multă bucurie fanilor din întreaga țară.
Stadionul lui Alajuelense, unde a fost inmormantat într-un monument sub scaunele din secția de Est, îi poartă numele. În 1998, a fost numit jucătorul secolului de către Federația Internațională de Istorie și Statistică a Fotbalului.

## Nota
1. ↑  El buzón de Rodrigo
2. ↑  „"Buzón de Rodrigo: Goleadores liguistas en Primera División - Cronica Costa Rica"”. Arhivat din original la 11 iulie 2018. Accesat în 19 iulie 2018.
3. ↑  Biography